# حارة عمر بن عبد العزيز (صنعاء)
عمر بن عبد العزيز هي إحدى حارات حي سدس احداق بمدينة الروضة شمال العاصمة اليمنية "صنعاء"، بلغ تعداد سكانها 3388 نسمة حسب تعداد اليمن لعام 2004.